# Parade ~Respective Tracks of Buck-Tick~
Parade ~Respective Tracks of Buck-Tick~ é o primeiro álbum de tributo a banda japonesa de rock Buck-Tick, lançado em 21 de dezembro de 2005.

## Recepção
Alcançou a décima quarta posição nas paradas da Oricon Albums Chart.

## Faixas
| N.º | Título                                                                                       | Cover por | Duração |  |
| 1.  | "Just One More Kiss"                                                                         | Kiyoharu |         |  |
| 2.  | "Iconoclasm"                                                                                 | J |         |  |
| 3.  | "Moon Light"                                                                                 | Balzac |         |  |
| 4.  | "Mienai Mono o Miyo to Suru Gokai Subete Gokai da" (見えない物を見ようとする誤解 全て誤解だ) | Masami Tsuchiya |         |  |
| 5.  | "My Fuckin' Valentine"                                                                       | Attack Haus |         |  |
| 6.  | "Living on the Net (Ken Ishii Remix)"                                                        | Ken Ishii |         |  |
| 7.  | "Sasayaki" (囁き)                                                                            | Michiro Endo |         |  |
| 8.  | "Rokugatsu no Okinawa" (六月の沖縄)                                                          | Theatre Brook |         |  |
| 9.  | "Speed" (スピード)                                                                           | MCU do Kick the Can Crew                                                                                                |         |  |
| 10. | "Monster"                                                                                    | Yamaarashi e Moonmin |         |  |
| 11. | "Physical Neurose"                                                                           | Age of Punk |         |  |
| 12. | "Aku no Hana" (悪の華)                                                                       | Rally; Teru e Hisashi do Glay, Motokatsu Miyagami do The Mad Capsule Markets e Kouji Ueno do Thee Michelle Gun Elephant |         |  |
| 13. | "Dress" (ドレス)                                                                             | Abingdon Boys School |         |  |